# Siedlung am Motzener See
Siedlung am Motzener See ist ein Wohnplatz auf der Gemarkung von Kallinchen, einem Ortsteil der Stadt Zossen im Landkreis Teltow-Fläming in Brandenburg.

## Geografische Lage
Der Wohnplatz liegt südwestlich des Stadtzentrums und grenzt im Osten und Süden unmittelbar an das Stadtgebiet von Mittenwalde. Nordwestlich befindet sich der Zossener Ortsteil Mittenwalde, nordöstlich der namensgebende Motzener See. Die Streubebauung erstreckt sich zwischen dem Ufer des Sees und der Landstraße 744, die als Motzener Straße und weiter südlich als Kallinchener Chaussee von Kallinchen kommend in südöstlicher Richtung verläuft.